# Иней (приток Соги)
Иней — река в России, протекает в Пошехонском районе Ярославской области. Длина реки — 18 км, площадь водосборного бассейна — 82,9 км².
Исток находится в урочище Олехово к югу от деревни Антушево. Течёт, в основном, на север, огибает с востока Антушево, протекает западнее Афанасово. На правом берегу реки находятся деревни Фомушево и Оконцево, после чего река принимает левый приток речку Моряжка. Устье реки находится в 38 км по левому берегу реки Сога, примерно на 1 км ниже деревни Голубково. Высота устья — 131 м над уровнем моря.

## Данные водного реестра
По данным государственного водного реестра России относится к Верхневолжскому бассейновому округу, водохозяйственный участок реки — Рыбинское водохранилище до Рыбинского гидроузла и впадающие в него реки, без рек Молога, Суда и Шексна от истока до Шекснинского гидроузла, речной подбассейн реки — Реки бассейна Рыбинского водохранилища. Речной бассейн реки — (Верхняя) Волга до Куйбышевского водохранилища (без бассейна Оки).
Код объекта в государственном водном реестре — 08010200412110000010041.